# Неверов, Константин Павлович
Константи́н Па́влович Неве́ров (1 (13) декабря 1894 года, Чебоксары, Казанская губерния, Российская империя — 4 августа 1977 года, Челябинск, РСФСР, СССР) — советский военный деятель, генерал-лейтенант (1949 год).

## Начальная биография
Константин Павлович Неверов родился 13 декабря 1894 года в Чебоксарах. Его прадед, Прокопий Ефремович Ефремов (1821—1907), чувашского происхождения, был купцом 1-й гильдии, а отец, Павел Александрович Неверов (1864—1915), выбился в купцы 2-й гильдии.
После окончания Чебоксарского высшего начального училища работал аптекарским учеником и переплётчиком книг.

## Военная служба

### Первая мировая и гражданская войны
В январе 1915 года был призван в ряды Русской императорской армии и направлен на учёбу в 3-ю Киевскую школу прапорщиков, после окончания которой в 1916 году принимал участие в боевых действиях на Юго-Западном фронте, находясь на должностях полуротного командира и начальника команды траншейных орудий, а затем служил в 3-м гренадерском полку на должностях командира роты и батальона и участвовал в боевых действиях на Западном фронте). В феврале 1918 года был демобилизован из рядов армии в чине поручика.
В октябре 1918 года был призван в ряды РККА и назначен на должность помощника командира по строевой части 3-го запасного батальона (5-я стрелковая дивизия), а в апреле 1919 года — на должность начальника миномётной команды 2-го Приволжского запасного полка. В октябре того же года был направлен в учебный полк Запасной армии Республики, где служил на должностях командира роты, помощника командира и командира учебного 2-го батальона, командира учебного полка.

### Межвоенное время
В мае 1921 года был назначен на должность помощника начальника 89-х пехотных курсов Приволжского военного округа, дислоцированных в городах Симбирск и Козлов, в ноябре того же года — на должность помощника командира по строевой части 2-го Симбирского стрелкового полка, затем на должность командира батальона в составе этого же полка, а в феврале 1923 года — на должность командира батальона 3-го стрелкового Пензенского полка.
В ноябре 1923 года Неверов был направлен на учёбу на повторные курсы комсостава Приволжского военного округа, после окончания которых в апреле 1924 года был назначен на должность помощника командира по хозяйственной части 1-го стрелкового полка, а в мае 1929 года — на должность помощника командира по строевой части, затем — на должность командира 100-го стрелкового полка (34-я стрелковая дивизия).
В августе 1931 года Неверов был назначен на должность начальника штаба Златоустовского стрелкового полка, в мае 1933 года — на должность начальника военно-хозяйственного снабжения в 61-й, затем — на аналогичную должность в 86-й стрелковых дивизиях, в сентябре 1939 года — на должность начальника снабжения 34-го стрелкового корпуса (Северо-Кавказский военный округ), а затем — на должность заместителя начальника штаба — начальника оперативного отдела штаба этого же корпуса, после чего принимал участие в боевых действиях в ходе советско-финской войны.
Старший брат, Николай, был репрессирован в 1937 году и приговорен к 10 годам заключения в лагерях. Он умер в 1942 году в Каргопольском лагере Архангельской области.

### Великая Отечественная война
С началом Великой Отечественной войны Неверов находился на прежней должности. Корпус в составе 19-й армии находился в резерве Ставки Верховного Главнокомандования и с июля вёл тяжёлые оборонительные боевые действия на витебском направлении. 24 июля 1941 года был назначен на должность начальника штаба корпуса, который вскоре принимал участие в боевых действиях в ходе Смоленского сражения.
11 августа после расформирования управления 34-го стрелкового корпуса Неверов был назначен на должность начальника штаба 127-й стрелковой дивизии, а 18 сентября — на должность начальника штаба 2-й гвардейской стрелковой дивизии. За активное участие в подготовке плана разгрома противника в районе населённого пункта Выползово (Солнцевский район, Курская область) он был награждён орденом Красного Знамени. В феврале 1942 года был назначен на должность командира 2-й гвардейской стрелковой дивизии, которая вела наступательные боевые действия на курском и белгородском направлениях, а затем — в Донбасской оборонительной операции.
13 августа 1942 года Константин Павлович Неверов был арестован за самовольный отход с реки Малки и осуждён военным трибуналом 56-й армии к расстрелу, за неисполнение приказа в боевой обстановке, однако военный трибунал Закавказского фронта 1 сентября того же года заменил наказание 10 годами ИТЛ с отсрочкой исполнения приговора до окончания боевых действий и отправкой на фронт. В связи с этим Неверов был назначен на должность начальника штаба стрелковой бригады (9-я армия, Закавказский фронт), после чего в октябре лично руководил боевыми действиями бригады, что обеспечило освобождение города Малгобек, в связи с чем военный трибунал 9-й армии возбудил ходатайство перед Военным советом фронта о снятии судимости. Дело его было прекращено.
В апреле 1943 года был назначен на должность командира 10-го стрелкового корпуса, который вскоре принимал участие в боевых действиях в ходе Краснодарской, Донбасской, Мелитопольской, Крымской, Белорусской и Прибалтийской наступательных операций, а также в освобождении городов Джанкой, Севастополь, Елгава, Паланга и других.
11 ноября 1943 года командующим 51-й армии генералом Я. Г. Крейзером Неверов был представлен к званию Героя Советского Союза, однако был награждён орденом Кутузова 2 степени.

### Послевоенная карьера
После окончания войны находился на прежней должности.
В июне 1948 года был назначен на должность помощника командующего войсками Уральского военного округа по военно-учебным заведениям.
Генерал-лейтенант Константин Павлович Неверов в ноябре 1953 года вышел в запас. Умер 4 августа 1977 года в Челябинске.

## Награды
- Орден Ленина (21.02.1945)[5];
- Три ордена Красного Знамени (27.03.1942[6], 03.11.1944[7], 20.06.1949[8]);
- Орден Суворова I степени (16.05.1944)[9];
- Орден Кутузова II степени (19.03.1944)[10];
- орден Богдана Хмельницкого II степени (29.06.1945);
- Орден Отечественной войны I степени (17.09.1943)[11];
- Медаль «За боевые заслуги» (21.03.1940);
- Медаль «За победу над Германией в Великой Отечественной войне 1941—1945 гг.» (9.05.1945);
- Медаль «За оборону Кавказа»[12];
- Юбилейная медаль «XX лет Рабоче-Крестьянской Красной Армии»;
- другие медали СССР

Приказы (благодарности) Верховного Главнокомандующего в которых отмечен К. Н. Неверов:
- За овладение городом Армянск и важнейшим железнодорожным узлом Крыма — Джанкоем. 23 апреля 1945 года. № 339
- За овладение крепостью и важнейшей военно-морской базой на Чёрном море городом Севастополь. 11 апреля 1944 года № 104
- За овладение городом Елгава (Митава) — основным узлом коммуникаций, связывающим Прибалтику с Восточной Пруссией. 10 мая 1944 года № 111
- За овладение важными опорными пунктами обороны немцев Телыпай, Плунгяны, Мажейкяй, Тришкяй, Тиркшляй, Седа, Ворни, Кельмы, а также 2000-ми населёнными пунктами, в числе которых Папиле, Пиевенай, Неваренай, Неримдайчай, Раудена, Куршенай, Куртовяны, Шавкяны, Витсодзи, Лукники, Янополь, Жораны, Медынгяны, Тверы, Повандени, Юзефов, Ужвенты, Колтыняны, Крожи, Савдыники, Иозефово, Стульги, Баргайли, Немокшты, Ретово, Илакяй, Дервяны, Ковнатово, Жемале, Вешвяны, Леплавки, Эйгирджяй, Элки, Эржвилки, Воджгиры. 8 октября 1944 года № 193